# Mimosybra samarensis
Mimosybra samarensis là một loài bọ cánh cứng trong họ Cerambycidae.